# Trespass (album)
Pour les articles homonymes, voir Trespass.
Albums de Genesis
From Genesis to Revelation
(1969) Nursery Cryme
(1971)
Singles
1. The Knife
Sortie : mai 1971

Trespass est le deuxième album studio du groupe de rock progressif Genesis, paru le 23 octobre 1970. C'est le premier album du groupe à sortir sur le label Charisma Records.
Trespass marque le premier tournant dans la discographie de Genesis, en affirmant nettement le style musical du groupe, le premier album From Genesis to Revelation étant composé de chansons courtes à consonance plus pop, celui-ci est composé de titres plus longs et plus élaborés. C'est également le seul album avec le batteur John Mayhew et le dernier avec Anthony Phillips, celui-ci quittant le groupe à cause du trac qui le ronge sur scène.
Lors de sa sortie, Trespass rencontre un accueil critique mitigé et ne parvient pas à se classer dans les charts, devant attendre 1984 pour s'installer à la 98e place au Royaume-Uni, à l'époque où le groupe est alors au sommet de sa popularité.
Genesis est devenu professionnel à l'automne 1969, et a commencé à répéter intensément et à se produire en concerts. Après plusieurs mois de tournée, le groupe obtient un contrat d'enregistrement avec Charisma Records et entre dans les studios Trident à Londres en juillet 1970 pour enregistrer Trespass. La musique marque la transition des chansons pop, telles que celles de leur premier album From Genesis to Revelation, vers un rock progressif à saveur folk. Cela va de pièces acoustiques légères avec plusieurs guitares à douze cordes, au futur-favori en concert plus lourd The Knife. La pochette, avec une entaille de couteau sur le devant, est la première d'une série à être conçue par Paul Whitehead.
Trespass n'est pas un succès majeur lors de sa sortie : il ne réussit pas à se classer au Royaume-Uni et aux États-Unis. De plus, il reçoit des critiques mitigées de la part des professionnels, mais il connait un succès commercial en Belgique, ce qui aidera à soutenir la carrière du groupe. Sa réédition lui permettra brièvement d'atteindre le top 100 du Royaume-Uni en 1984.

## Historique

### Contexte
En août 1969, Genesis décide de devenir un groupe professionnel. Les fondateurs - le chanteur Peter Gabriel, le guitariste Anthony Phillips, le bassiste Michael Rutherford et le claviériste Anthony Banks - sont d'abord rejoints par le batteur John Silver. Ils se séparent du producteur Jonathan King et décident d'écrire du matériel plus complexe que de la simple musique pop sur leur premier album From Genesis to Revelation. Gabriel rappelle que Genesis souhaite explorer et mélanger les styles musicaux. Le groupe achète de nouveaux équipements, y compris une basse et un orgue Hammond, et enregistre des chansons aux Regent Studios pour une démo, y compris White Mountain et Family (qui devienda Dusk). John Silver part ensuite étudier aux États-Unis.
En septembre, Genesis donne ses premiers concerts en tant que groupe professionnel, en tournée dans les clubs locaux et le circuit universitaire, avec le nouveau batteur John Mayhew. Ce dernier - le musicien le plus âgé et le plus expérimenté - vient d'un milieu différent du reste du groupe. Phillips déclare alors que, malgré leurs efforts pour le mettre à l'aise, le batteur n'est pas sûr de son jeu. Au début de 1970, le groupe obtient une résidence de six semaines au club de jazz de Ronnie Scott à Soho, quartier de Londres, pendant lequel il est repéré par le producteur de Charisma Records, John Anthony. Ce dernier persuade Tony Stratton-Smith, le patron du label, de les signer. Le groupe veut sortir de son style pop antérieur et écrire et interpréter des chansons qui ne ressemblent à aucun autre groupe à l'époque. Rutherford dira plus tard que les concerts sont alors « durs, mais un bon moyen de mettre la musique en forme ». Deux chansons de Trespass, Looking for Someone et Stagnation, sont enregistrées pour une session de la BBC en février 1970.

### Enregistrement
Après plusieurs mois de concerts, Genesis a suffisamment de matériel écrit. En juin, le groupe se retire aux studios Trident à Londres pour enregistrer un nouvel album. John Anthony le rejoint en tant que producteur et ingénieur, et les chansons sont enregistrées sur bande 16 pistes. Phillips se rappelle que l'enregistrement est alors seulement « légèrement plus sophistiqué » que sur From Genesis to Revelation et qu'il n'aime pas voir quelqu'un placer des parties individuelles sur ses chansons. Il se souviendra d'une session au cours de laquelle Rutherford doit écouter plusieurs minutes du morceau avant d'y placer une partie de guitare : à ce moment-là, il devient trop nerveux et ne peut la jouer correctement. Le groupe a assez de matériel pour enregistrer deux albums, mais estime que certaines chansons ne sont pas assez fortes. Ils sélectionnent les plus résistantes pour Trespass. L'enregistrement prend la majeure partie du mois, les musiciens essayant diverses idées et réarrangeant des chansons, dans la mesure où Charisma pense qu'ils ont élu domicile dans le studio. Le groupe travaille bien avec Anthony et se souviendra plus tard que ses contributions sont alors importantes et aident à façonner l'album. « Nous essayions d'incorporer la musique acoustique et électrique dans le cours des mêmes chansons », se souvient Gabriel en 1982. « À cette époque, il y avait un certain nombre de groupes qui essayaient de faire changer les choses en musique de cette manière. Je l'écoute maintenant et une partie me fait grincer des dents, et nous aurions pu faire beaucoup mieux, je savais que certaines choses allaient dans la bonne direction. Mais, à l'époque, nous apprenions tous ».

### Postérité
Bien que décrivant les sessions d'enregistrement comme « agréables » et pas considérablement difficiles, Phillips devient mal à l'aise avec la direction musicale du groupe et est mécontent du nombre de concerts, ce qui prend du temps pour écrire du matériel complexe tel que Stagnation. Il pense également qu'il y a trop d'auteurs-compositeurs dans le groupe et qu'il est difficile de faire passer des idées. Peu de temps après, les choses s'aggravent et il décide de quitter le groupe. Rutherford dira plus tard que « Phillips avait l'air malade pendant les sessions d'enregistrement et qu'il s'était inquiété que le départ de Phillips pourrait signifier la fin du groupe ». Après que Genesis est revenu du dernier concert à Hayward's Heath à la maison de Gabriel à Cobham, les autres membres décident de continuer.
Dans les notes de couverture du coffret Genesis Archive 1967–75, Banks affirme que « Let Us Now Make Love, l'une des chansons de Phillips qui n'a pas été enregistrée pour l'album car le groupe pensait qu'il avait le potentiel d'un single, mais suivant le départ soudain du guitariste après la fin de l'enregistrement de l'album, n'a finalement jamais été enregistré en studio ». Une version live est publiée sur le coffret, réalisée en février 1970.

## Caractéristiques artistiques

### Analyse musicale
Les chansons de l'album proviennent d'un ou deux membres apportant des idées à développer, ou du groupe élaborant un arrangement dans son ensemble. Banks déclarera plus tard que « nous avions joué un peu en live et que chaque chanson de l'album avait été jouée sur scène. Nous avions une sélection d'au moins deux fois plus de chansons que sur l'album, et les versions ont rapidement changé. » Rutherford se plaint que les chansons sont déjà composées et arrangées à l'avance et qu'il y a peu d'occasions de changer leur son, leur arrangement ou leur direction dans le studio. Le groupe tire des influences de Gabriel, avec la musique classique, pop et folklorique et fait un usage régulier du jeu de guitare douze cordes de Phillips et Rutherford. Gabriel aime particulièrement les guitares douze cordes jouées simultanément et pense qu'elles donnent au groupe un son plus unique et innovant. L'écriture de chansons du groupe pendant cette période est souvent apparue par paires, avec Phillips et Rutherford d'un côté et Banks et Gabriel de l'autre, développant des chansons séparément et les présentant au groupe pour un développement ultérieur.
L'album s'ouvre avec Looking for Someone, en commençant par la voix de Gabriel accompagnée uniquement d'un orgue, décrite plus tard comme étant « suffisamment idiosyncratique pour les distinguer du troupeau en quelques secondes ». Peter arriva en studio avec la chanson qui est ensuite étendue et développée par le groupe, en commençant par les influences « soul » qui se déplacent vers les gens à mesure qu'elle progresse. La coda à la fin de la chanson est écrite par le groupe dans son ensemble. Paul Stump écrira en 1997 qu'il y a « la présence nue d'un riff de I Am the Walrus  par les Beatles dans la chanson ».
Les chansons White Mountain et Dusk ont été élaborées par Anthony Phillips et Mike Rutherford avant de décider d'enregistrer l'album. L'ensemble du groupe travaille sur la musique de Stagnation, à l'origine appelé Movement, auquel Gabriel ajoute des paroles. Visions of Angels a été enregistré pour l'album précédent, mais pas utilisé - le groupe ne pensait pas que les prises étaient assez bonnes - elle sera donc réenregistrée pour Trespass. La chanson provient d'un extrait d'une pièce pour piano de Anthony Phillips malgré sa technique sur cet instrument plutôt limitée, mais pouvant produire un style semblable aux chansons des Beach Boys et des Beatles. Elle possède une structure couplet / refrain plus simple que certaines des autres chansons. Stagnation et Dusk combinent les sons des guitares douze cordes de Phillips et Rutherford, avec Banks prenant une avance sur le piano, l'orgue et le mellotron. Cela deviendra par la suite une marque de fabrique du groupe. Rutherford rappellera plus tard qu' « il y avait environ dix guitares acoustiques sur une partie de Stagnation, mais elles se sont bien mariés dans le mix final ». Gabriel décrit la chanson comme un « récit de voyage » avec son manque d'une structure de vers / refrain plus typique et la variété de changements d'humeur qu'elle présente. À un moment donné au cours de son développement, la chanson durait environ 13 minutes avant que des sections ne soient supprimées ou modifiées, mais l'introduction restera inchangée.
The Knife est écrite par Gabriel et Banks. Le titre est à l'origine intitulé The Nice en hommage au groupe The Nice, et la partie d'orgue sur le morceau est conçue pour ressembler au jeu du claviériste Keith Emerson. En tant que fans de ce groupe, Genesis est inspiré pour mettre en place une chanson de rock plus lourde qui, selon Gabriel, est « quelque chose de plus dangereux » comparé à leurs autres chansons acoustiques délicates. Il ajoutera : « C'était le premier pic d'une énergie plus sombre que nous avons découvert ». Elle dure parfois jusqu'à 19 minutes en concert, mais est réduite à huit pour l'album. Gabriel écrit les paroles comme une parodie d'une chanson de protestation.
Phillips dira plus tard que les chansons Everywhere is Here, Grandma, Little Leaf, Going out to Get You, Shepherd, Moss, Let Us Now Make Love et Pacidy ne se sont pas développées plus loin dans le studio. Banks ajoutera que « Going Out to Get You était trop longue pour tenir sur l'album aussi bien que The Knife et que la dernière chanson devait en avoir une partie découpée pour tenir sur l'album ».

### Pochette
La couverture de l'album est peinte par Paul Whitehead, qui fera également les couvertures des deux albums suivants du groupe, Nursery Cryme et Foxtrot. La couverture montre ainsi un couple regardant par une fenêtre les montagnes, qui représentent les thèmes pastoraux de certaines des chansons. Whitehead termine la couverture et le groupe ajoute ensuite The Knife à l'ordre de passage. Sentant que la pochette ne correspond plus à l'ambiance de l'album, ils demande à Whitehead de le redessiner : bien qu'il soit réticent à le faire, les membres du groupe l'incitent à couper la toile avec un vrai couteau.

## Fiche technique

### Titres
Toutes les paroles sont écrites par Tony Banks, Peter Gabriel, Anthony Phillips et Mike Rutherford.
| 1. | Looking for Someone | 07 min 08 s |
| 2. | White Mountain      | 6 min 43 s  |
| 3. | Visions of Angels   | 6 min 53 s  |

| 4. | Stagnation | 8 min 49 s |
| 5. | Dusk       | 4 min 14 s |
| 6. | The Knife  | 8 min 56 s |

### Musiciens
D'après le livret accompagnant l'album : 
- Peter Gabriel – chant, flûte traversière, accordéon, tambourin, grosse caisse
- Tony Banks – piano, orgue Hammond, mellotron, guitare 12 cordes, chœurs
- Anthony Phillips – guitare 12 cordes, guitare électrique solo, dulcimer, chœurs
- Mike Rutherford – basse, guitare 12 cordes, guitare nylon, violoncelle, chœurs
- John Mayhew – batterie, percussions, chœurs

## Classement
| Année | Pays              | Durée du classement | Meilleur classement |
| ----- | ----------------- | ------------------- | ------------------- |
| 1984  | Royaume-Uni (OCC) | 1 semaine           | 98e                 |